# L'Antenne est à nous
L'Antenne est à nous est le nom sous lequel étaient regroupées les émissions télévisées pour la jeunesse du jeudi après-midi de 1957 à 1965 sur RTF Télévision, puis sur la première chaîne de l'ORTF.

## Principe de l'émission
Présenté par deux marionnettes, Martin et Martine et leur chien Tabac (marionnette également, mais muette), ce programme est divisé en séquences s'adressant à des tranches d'âge différentes. 
Les plus jeunes sont ciblés au début de l'après-midi avec la diffusion d'un épisode d'aventures (Kit Carson, Rintintin, quelques années plus tard Zorro inclus dans une séquence Disneyland...).
Suivaient ensuite les émissions documentaires pour adolescents (Pile ou face), puis un feuilleton qui venait clore l'émission. 
L'Antenne est à nous était diffusée juste avant le bulletin météorologique et le Journal télévisé des parents.

## Impact sur le public
En 1953, la France comporte moins de 60 000 postes recensés, trois régions seulement étant couvertes. L'émission recevra pourtant rapidement 8000 lettres par semaine. L'ouvrage précise que ce chiffre inattendu s'expliquait par l'écoute alors collective, les enfants du voisinage étant volontiers invités chez la famille du quartier qui possédait la télévision.
William Magnin, directeur des programmes pour la jeunesse de 1952 à 1961, mentionne sa volonté d'éveiller les enfants et de les habituer à se poser des questions. Chronologiquement, la tranche d'âge touchée par L'Antenne est à nous est bien celle dont une partie se retrouvera étudiante en mai 1968.
La télévision est alors le jeudi après-midi en concurrence directe avec la radio, dont l'émission[réf. souhaitée] Terre des enfants diffuse pour sa part contes, conseils et feuilletons pour la jeunesse comme De l'autre côté du soleil qui fidélisent une partie de son public. L'émission radiophonique Club Mickey, diffusée le jeudi matin, n'est pas affectée.